# پل بهشت‌آباد
پل بهشت آباد مربوط به دوره صفوی است و در شهرستان اردل، روستای بهشت آباد واقع شده و این اثر در تاریخ ۸ مرداد ۱۳۸۱ با شمارهٔ ثبت ۵۹۸۳ به‌عنوان یکی از آثار ملی ایران به ثبت رسیده است.